# Берні (Каліфорнія)
Берні (англ. Burney) — переписна місцевість (CDP) в США, в окрузі Шаста штату Каліфорнія. Населення — 3000 осіб (2020).

## Географія
Берні розташоване за координатами 40°53′22″ пн. ш. 121°40′32″ зх. д. / 40.88944° пн. ш. 121.67556° зх. д. (40.889362, -121.675465).  За даними Бюро перепису населення США в 2010 році переписна місцевість мала площу 13,47 км², з яких 13,46 км² — суходіл та 0,01 км² — водойми.

### Клімат
| Клімат : Берні          | Клімат : Берні | Клімат : Берні | Клімат : Берні | Клімат : Берні | Клімат : Берні | Клімат : Берні | Клімат : Берні | Клімат : Берні | Клімат : Берні | Клімат : Берні | Клімат : Берні | Клімат : Берні | Клімат : Берні |
| Показник                | Січ.           | Лют.           | Бер.           | Квіт.          | Трав.          | Черв.          | Лип.           | Серп.          | Вер.           | Жовт.          | Лист.          | Груд.          | Рік            |
| Абсолютний максимум, °C | 20,0           | 23,3           | 26,7           | 31,7           | 35,6           | 39,4           | 42,2           | 42,2           | 40,6           | 34,4           | 27,8           | 18,3           | 42,2           |
| Середній максимум, °C   | 6,4            | 9,7            | 12,4           | 16,4           | 21,4           | 26,2           | 31,1           | 30,4           | 27,2           | 20,6           | 11,7           | 6,8            | 18,3           |
| Середній мінімум, °C    | −7,2           | −5,1           | −3,4           | −1,4           | 1,9            | 5,1            | 6,9            | 5,3            | 2,2            | −1,7           | −4             | −6,4           | −0,7           |
| Абсолютний мінімум, °C  | −28,9          | −27,8          | −17,2          | −11,1          | −8,3           | −6,1           | −3,9           | −4,4           | −8,3           | −12,2          | −19,4          | −32,2          | −32,2          |
| Норма опадів, мм        | 118            | 104            | 90             | 52             | 38             | 20             | 4              | 8              | 18             | 45             | 88             | 123            | 708            |
| Днів з опадами          | 12             | 11             | 12             | 9              | 7              | 4              | 1              | 2              | 3              | 6              | 10             | 12             | 89,0           |
| ----------------------- | -------------- | -------------- | -------------- | -------------- | -------------- | -------------- | -------------- | -------------- | -------------- | -------------- | -------------- | -------------- | -------------- |
| Джерело: WRCC           |                |                |                |                |                |                |                |                |                |                |                |                |                |

## Демографія
Згідно з переписом 2010 року, у переписній місцевості мешкали 3154 особи в 1262 домогосподарствах у складі 863 родин. Густота населення становила 234 особи/км².  Було 1446 помешкань (107/км²).
Расовий склад населення:
| - 85,1 % — білих - 7,4 % — корінних американців - 0,4 % — чорних або афроамериканців - 0,2 % — азіатів - 0,1 % — вихідців з тихоокеанських островів - 1,9 % — осіб інших рас |

До двох чи більше рас належало 4,9 %. Частка іспаномовних становила 8,4 % від усіх жителів.
За віковим діапазоном населення розподілялося таким чином: 23,8 % — особи молодші 18 років, 59,3 % — особи у віці 18—64 років, 16,9 % — особи у віці 65 років та старші. Медіана віку мешканця становила 42,5 року. На 100 осіб жіночої статі у переписній місцевості припадало 95,8 чоловіків;  на 100 жінок у віці від 18 років та старших — 91,2 чоловіків також старших 18 років.
Середній дохід на одне домашнє господарство  становив 44 818 доларів США (медіана — 32 105), а середній дохід на одну сім'ю — 58 370 доларів (медіана — 49 250). Медіана доходів становила 50 368 доларів для чоловіків та 23 009 доларів для жінок. За межею бідності перебувало 23,8 % осіб, у тому числі 28,4 % дітей у віці до 18 років та 18,9 % осіб у віці 65 років та старших.
Цивільне працевлаштоване населення становило 1205 осіб. Основні галузі зайнятості: освіта, охорона здоров'я та соціальна допомога — 27,1 %, мистецтво, розваги та відпочинок — 11,5 %, сільське господарство, лісництво, риболовля — 10,0 %, виробництво — 9,6 %.